# Sent Laurenç de las Tors
Sent Laurenç de las Tors (en francès Saint-Laurent-les-Tours) és un municipi francès situat al departament de l'Òlt i a la regió d'Occitània.

## Demografia
| 1962                                       | 1968 | 1975 | 1982 | 1990 | 1999 | 2007 |
| ------------------------------------------ | ---- | ---- | ---- | ---- | ---- | ---- |
| 353                                        | 394  | 531  | 747  | 835  | 900  | 911  |
| Des de 1962: població sense dobles comptes |      |      |      |      |      |      |

## Administració
| Període   | Identitat       | Partit |
| --------- | --------------- | ------ |
| 1971-2001 | Fernand Larribe |        |
| 2001-2008 | Danielle Comte  | PS     |
| 2008-     | Michel Janicot  |        |